# Pekka Vasala
Pekka Antero Vasala (Riihimäki, 17 aprile 1948) è un ex mezzofondista finlandese, campione olimpico dei 1500 metri piani ai Giochi di Monaco di Baviera 1972.

## Record nazionali

### Seniores
- 1500 metri piani: 3'36"33 ( Monaco di Baviera, 10 settembre 1972)

## Palmarès
| Anno | Manifestazione  | Sede              | Evento       | Risultato | Prestazione | Note             |
| ---- | --------------- | ----------------- | ------------ | --------- | ----------- | ---------------- |
| 1968 | Giochi olimpici | Città del Messico | 1500 m piani | Batteria  | 4'08"5      |                  |
| 1969 | Europei         | Atene             | 1500 m piani | 9º        | 3'44"1      |                  |
| 1971 | Europei         | Helsinki          | 1500 m piani | 9º        | 3'41"49     |                  |
| 1972 | Giochi olimpici | Monaco            | 1500 m piani | Oro       | 3'36"33     | Record nazionale |
| 1974 | Europei         | Roma              | 1500 m piani | 6º        | 3'41"5      |                  |